# Gross Misconduct
Gross Misconduct es el segundo álbum de estudio de la banda de crossover thrash, M.O.D. Fue lanzado en 1989 en Megaforce Records y Noise Records y es el siguiente de Surfin' M.O.D. Pasaron tres años hasta que la banda lanzó otro álbum, con Rhythm of Fear en 1992.

## Lista de canciones
1. "No Hope" (Alex Perialas, Billy Milano, Ferrero) – 4:12
2. "No Glove No Love" – 2:02
3. "True Colors" – 3:48
4. "Accident Scene" – 3:12
5. "Godzula" – 2:26
6. "E Factor" – 3:08
7. "Gross Misconduct" – 4:03
8. "Satan's Cronies" – 2:36
9. "In the City" (Fear) – 1:57
10. "Come As You Are" (Perialas, Milano, Ferrero) – 2:45
11. "Vent" – 0:13
12. "Theme" – 2:06
13. "P.B.M." – 1:18
14. "The Ride" (Perialas, Milano, Ferrero) – 5:00
15. "Dark Knight" (Ferrero & Milano) – 5:58